# 左翼阵线 (特里普拉)
左翼阵线（羅馬化：bamfront）是印度特里普拉邦的一个左翼政党联盟。该联盟成立于1971年。1978年—1988年，该联盟第一次在特里普拉邦执政。1993年—2018年，该联盟再次在特里普拉邦执政。

## 成员
- 印度共产党（马克思主义）
- 印度共产党
- 革命社会党
- 全印前进同盟